# Theo d'Or
Theo d'Or é o maior e mais prestigioso prêmio de teatro entregue a uma atriz neerlandesa. É concedido desde 1955 pela Associação de Diretores de Teatro e Concertgebouw (VSCD), a principal organização teatral dos Países Baixos. O prêmio em si é uma medalha de ouro, atualmente desenhada por Eric Claus. Foi nomeada em homenagem à atriz holandesa Theo Mann-Bouwmeester. Em contrapartida os atores recebem o Louis d'Or.
O Theo d'Or é concedido anualmente, junto com os outros prêmios da VSCD, no Teatro Municipal em Amsterdã.

## Vencedoras

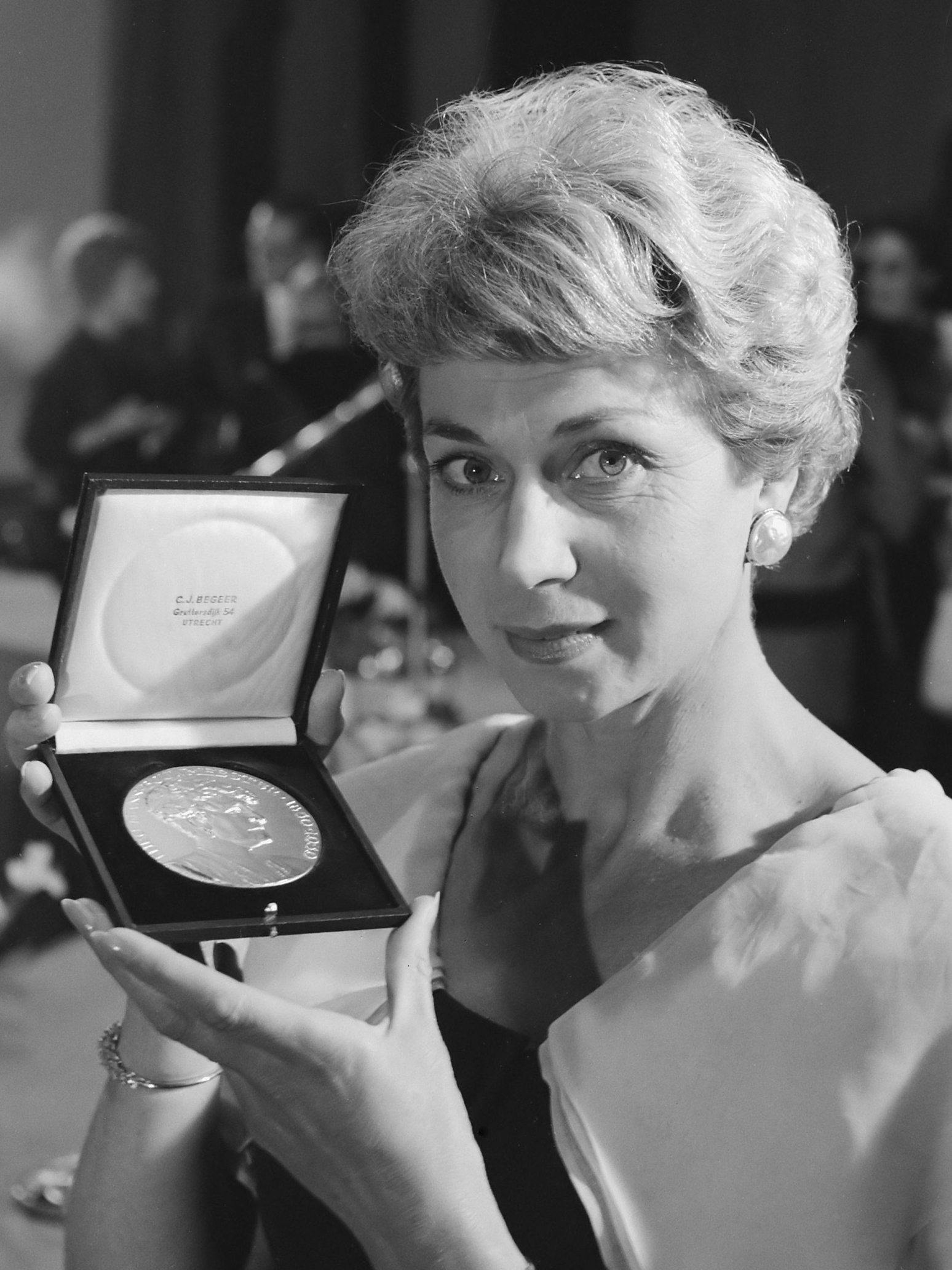
Theo d'Or de 1962: Anny de Lange.

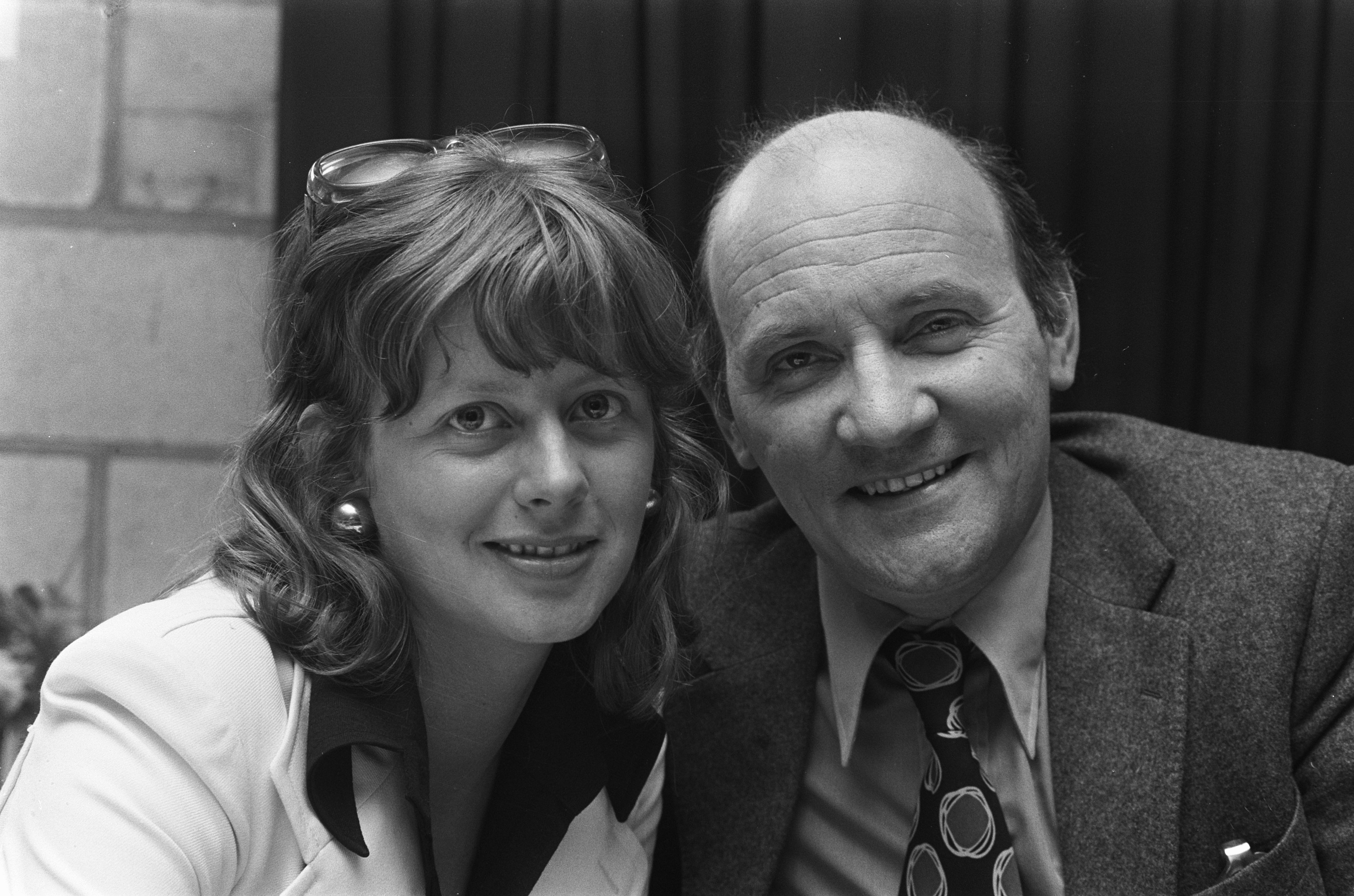
Theo d'Or de 1973: Petra Laseur.

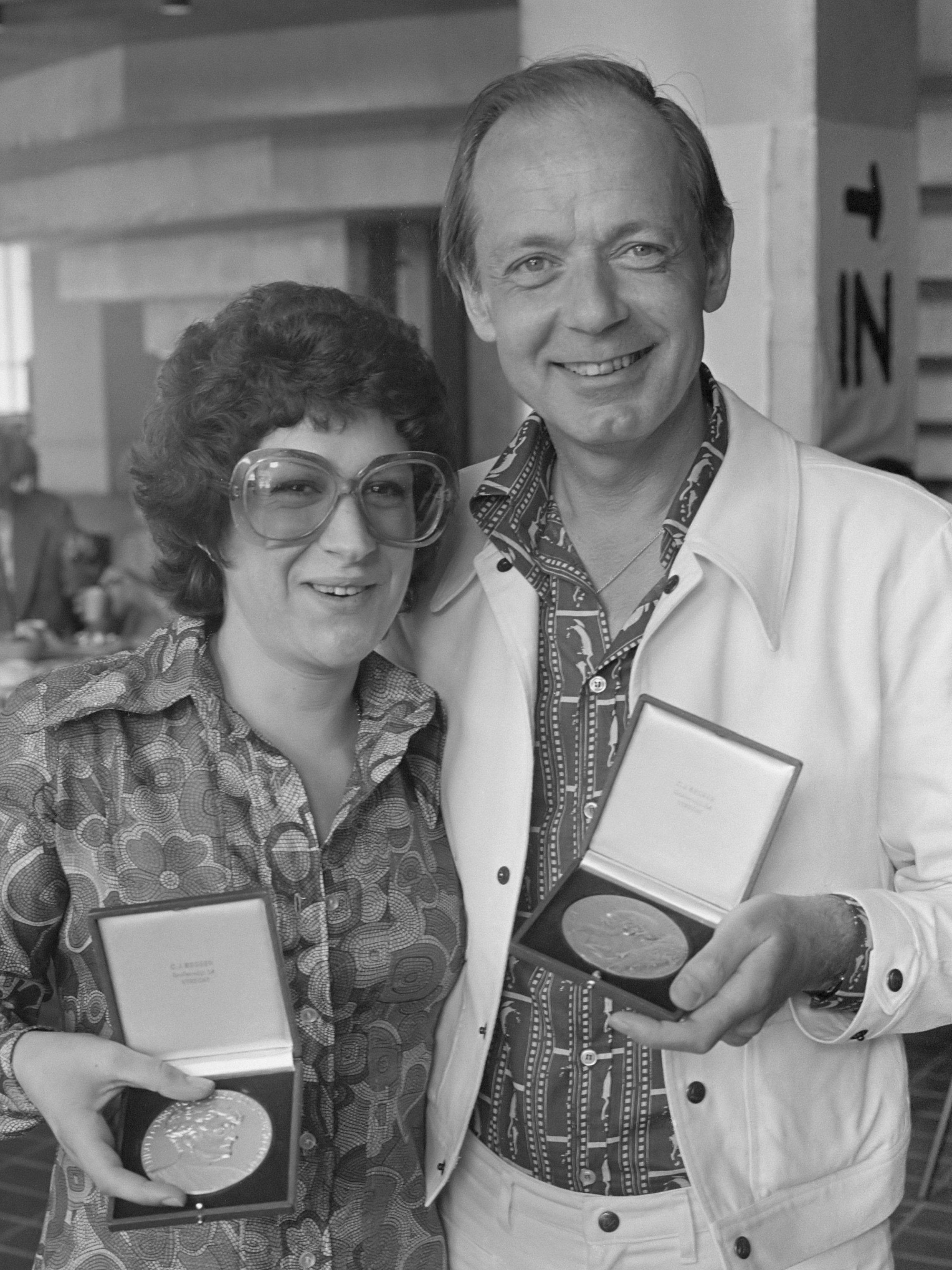
Theo d'Or de 1974: Sacha Bulthuis.

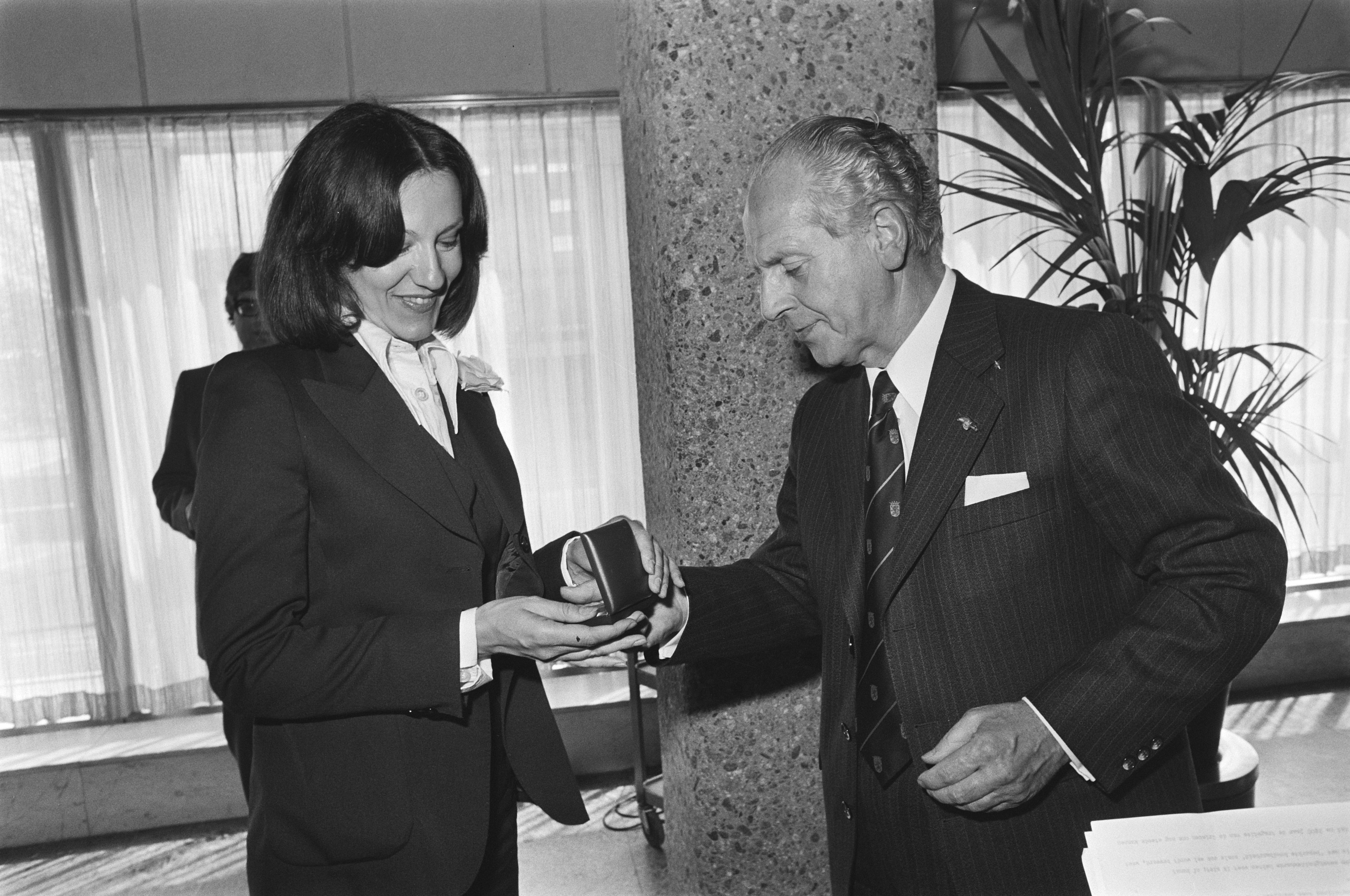
Theo d'Or de 1976: Anne Wil Blankers.

- 1955: Ank van der Moer
- 1956: Ida Wasserman
- 1957: Myra Ward
- 1958: Elisabeth Andersen
- 1959: Ida Wasserman
- 1960: niet uitgereikt
- 1961: Ellen Vogel
- 1962: Anny de Lange
- 1963: niet uitgereikt
- 1964: Ank van der Moer
- 1965: Annet Nieuwenhuijzen
- 1966: Elisabeth Andersen
- 1967: Anny de Lange
- 1968: Andrea Domburg
- 1969: Trins Snijders
- 1970: Christine Ewert
- 1971: Lies Franken
- 1972: Loudi Nijhoff (recusado)
- 1973: Petra Laseur
- 1974: Sacha Bulthuis
- 1975: Christine Ewert
- 1975: Annet Nieuwenhuijzen
- 1976: Anne Wil Blankers
- 1978: Mary Dresselhuys
- 1979: Caro van Eyck
- 1980: Josée Ruiter
- 1981: Petra Laseur
- 1982: Marjon Brandsma
- 1983: niet uitgereikt
- 1984: Elisabeth Andersen
- 1985: Anne Wil Blankers
- 1986: Henny Orri
- 1987: Viviane De Muynck
- 1988: Sigrid Koetse
- 1989: Andrea Domburg
- 1990: Katelijne Damen
- 1991: Catherine ten Bruggencate
- 1992: Els Dottermans
- 1993: Sacha Bulthuis
- 1994: Anneke Blok
- 1995: Ilse Uitterlinden
- 1996: Sylvia Poorta
- 1997: Trudy de Jong
- 1998: Marlies Heuer
- 1999: Marieke Heebink
- 2000: Marie Louise Stheins
- 2001: Ria Eimers
- 2002: Betty Schuurman
- 2003: Ariane Schluter
- 2004: Ariane Schluter
- 2005: Bien de Moor
- 2006: Elsie de Brauw
- 2007: Will van Kralingen
- 2008: Chris Nietvelt
- 2009: Lineke Rijxman
- 2010: Maria Kraakman
- 2011: Elsie de Brauw
- 2012: Marlies Heuer
- 2013: Halina Reijn
- 2014: Abke Haring
- 2015: Marieke Heebink
- 2016: Wine Dierickx
- 2017: Romana Vrede
- 2018: Karina Holla
- 2019: Hannah Hoekstra
- 2020: Nenhuma houve premiação
- 2021: Naomi Velissariou
- 2022: Hadewych Minis
- 2023: Mariana Aparicio

## Múltiplas vitórias
| # | Vencedora            | Vencedora        |
| - | -------------------- | ---------------- |
| 3 | Elisabeth Andersen   | 1958, 1966, 1984 |
| 2 | Ida Wasserman        | 1956, 1959       |
| 2 | Ank van der Moer     | 1955, 1964       |
| 2 | Anny de Lange        | 1962, 1967       |
| 2 | Annet Nieuwenhuijzen | 1965, 1975       |
| 2 | Petra Laseur         | 1973, 1981       |
| 2 | Anne Wil Blankers    | 1976, 1985       |
| 2 | Andrea Domburg       | 1968, 1989       |
| 2 | Sacha Bulthuis       | 1974, 1993       |
| 2 | Ariane Schluter      | 2003, 2004       |
| 2 | Elsie de Brauw       | 2006, 2011       |
| 2 | Marlies Heuer        | 1998, 2012       |
| 2 | Marieke Heebink      | 1999, 2015       |